# Daniel Comboni
Daniel Comboni (Limone sul Garda, 15 de março de 1831 — Cartum, Sudão, 10 de outubro de 1881) foi um bispo católico italiano, canonizado em 5 de outubro de 2003 pelo papa João Paulo II.

## Biografia
Nasceu em família humilde de agricultores, num pequeno povoado à beira do lago de Garda, rodeado por montanhas.
Na escola a sua professora percebeu que o menino era diferente: as respostas que dava revelavam uma inteligência incomum, uma curiosidade viva que se traduzia em perguntas sem fim. Aos dez anos de idade, já escolheu de ser padre. Para poder estudar o menino foi obrigado a deixar a família, sendo encaminhado a Verona, a cidade grande mais próxima, onde foi confiado ao sacerdote Nicola Mazza que ali fundara e mantinha dois colégios.
Em 1846, aos quinze anos, ao ler a história dos mártires do Japão, entusiasmou-se e decidiu ser missionário. Um dos padres do colégio, Ângelo Vinco, voltando de uma Missão na África relatou a situação miserável daquelas populações. No dia 31 de dezembro de 1854, em Trento, Comboni foi ordenado padre.
Sem perda de tempo, preparou-se para a sua tarefa na África. Estudou inglês, francês, árabe. A sua primeira viagem realizou-se em 1857. À época de partir, eclodiu na região de Verona uma epidemia de cólera. Na ocasião, entregou-se inteiramente ao serviço dos doentes, arriscando o contágio. Partiu e dedicou-se aos africanos lutando com tudo o que podia contra a escravidão.
Em 14 de setembro, junto ao túmulo de São Pedro em Roma, recebeu uma grande inspiração. Como resultado, durante o Concílio Vaticano I, apresentou aos bispos o seu Plano pela Regeneração dos Africanos. Tinha compreendido que o brancos não aguentavam muito na África, e que os Africanos trazidos para a Europa se corrompiam com o conforto e não desejavam mais voltar a sua terra natal para ser evangelizadores. Iluminado, propôs "Salvar a África com a África", ou seja, preparar sacerdotes e missionários africanos na própria África, mas em ambientes africanos, onde os brancos pudessem viver e os próprios africanos se mantivessem em sua terra.
Viajou muito, por todos os meios, de barco, de camelo, de navio, mas sempre com o coração voltado para os africanos, que queriam ser livres da escravidão, das doenças e da miséria. Fundou colégios, pediu a colaboração de mulheres e fundou a Congregação das Pias Madres da Nigritia.
Praticamente obrigado pelo Cardeal prefeito da Congregação do Vaticano responsável da Propagação da Fé, fundou em 1 de junho de 1867, o Instituto dos Filhos do Sagrado Coração de Jesus, que hoje tem o nome oficial de Missionários Combonianos do Coração de Jesus (MCCJ). Os membros desta instituição estão hoje nos cinco continentes, contando até hoje vinte e quatro mártires nos trabalhos de evangelização. Em 31 de julho de 1877 foi nomeado pelo Papa Pio IX como bispo do extenso Vicariado que abrangia praticamente toda a África Central, com a sé titular de Claudiópolis na Isáuria, e recebeu sua consagração episcopal em 12 de agosto de 1877 do Cardeal Alessandro Franchi, em Roma, assistido pelos arcebispos Angelo Bianchi e Francesco Folicaldi.
Comboni faleceu a 10 de outubro de 1881 em Cartum, no Sudão, vítima das terríveis febres que já tinham vitimado quase todos os seus companheiros. No leito de morte rogou aos presentes que nunca desistissem, nem que sobrasse apenas um único deles. A sua obra continua pelo mundo afora.

## Beatificação
Em 6 de abril de 1995, foi reconhecido o milagre operado por sua intercessão em favor de uma menina afro‑brasileira, Maria José de Oliveira Paixão. Foi então beatificado no ano seguinte em 17 de março de 1996 pelo Papa João Paulo II.
Este milagre ocorreu no município de São Mateus, no estado do Espírito Santo, na década de 1970. A menina Maria José se encontrava internada em um hospital do município. O médico, Doutor Carlos Cassiano, após uma cirurgia realizada no estômago da criança, havia diagnosticado infecção generalizada e que nada mais poderia ser feito para salvar sua vida.
Parentes e amigos passaram toda a noite em orações e súplicas, implorando a intercessão de São Daniel Comboni, por influência dos missionários combonianos na região. E o milagre aconteceu: a menina levantou curada no dia seguinte. O fato foi estudado por médicos e especialistas que constataram: a cura da menina é um fato que não pode ser explicado pela ciência

## Canonização
Daniel Comboni foi canonizado pelo papa João Paulo II em 5 de outubro de 2003, porém, sua festa litúrgica é 10 de outubro. Foi canonizado devido à cura milagrosa de Lubna Abdel Aziz a ele atribuída numa maternidade em Cartum, no Sudão.